# Струхманчук, Яков Михайлович
Яков Михайлович Струхманчук (укр. Я́ків Миха́йлович Струхманчу́к; 10 августа 1884, Росоховатец, Королевство Галиции и Лодомерии, Австро-Венгрия — 2 декабря 1937, Карельская АССР, СССР) — украинский советский художник, график, иллюстратор, карикатурист и портретист.

## Биография
Яков Михайлович Струхманчук родился в селе Росоховатец в Австро-Венгрии. Родители заметили талант мальчика к рисованию и отдали на учёбу в Бережанскую гимназию. Потом учился во Львовской государственной гимназии.
В 1903—1908 обучался в Краковской академии искусств под руководством Теодора Аксентовича, затем в качестве стипендиата митрополита Андрея Шептицкого в 1909—1912 продолжил учёбу в Парижской Национальной высшей школе изящных искусств.
После окончания учёбы сотрудничал с сатирико — юмористическими львовскими журналами «Зеркало», «Жало» и другими. Знал 6 языков.
Участник первой мировой и гражданской воен. Был старшиной в подразделениях украинских сечевых стрельцов, адъютантом Командующего УГА генерала М. Е. Тарнавского. Позже перешёл на сторону Красной Армии и стал комиссаром 1-й бригады Красной Украинской Галицкой армии (командир М. Л. Баран), регулярной армии Западно-Украинской Народной Республики (ЗУНР).
С 1920 в жил Киеве. Член литературно-художественной группы «Западная Украина» и сотрудник её печатного органа.
В 1921—1924 работал в Тальном (Казань) завучем Высших педагогических курсов им. Т. Шевченко. Осенью 1924 вернулся в Киев, где в 1924—1926 работал преподавателем художественно-индустриальной профшколы, а до 1930 года — преподавателем польской педагогической школы. В 1930—1932 — научный сотрудник и заместитель директора во Всеукраинском историческом музее им. Т. Шевченко, а с осени 1931 параллельно работал киевским краевым инспектором охраны памятников культуры.
С мая 1932 был научным работником научно-исследовательского института польской пролетарской культуры, а с осени 1932 года преподавал историю костюма в музыкально-театральном институте им. Н. Лысенко, где исполнял также обязанности заведующего польского отдела и польского рабочего факультета, занимался публицистикой и много рисовал.
2 феврале 1933 был арестован и по постановлению судебной тройки при Коллегии ГПУ УССР от 1 октября 1933 г. заключён в исправительно-трудовой лагерь сроком на 10 лет. Срок отбывал на Водораздельном отделении Беломорско-Балтийского канала.
20 ноября 1937 г. был вторично репрессирован и по приговору тройки НКВД Карельской АССР осуждён к высшей мере наказания — расстрелу.
В 1964 — реабилитирован военным трибуналом Киевского военного округа.

## Творчество
Автор портретов и шаржей писателей литгруппы «Западная Украина» (Василия Атаманюка, Дмитрия Загула, Мелетия Кичуры, Михаила Козориса, Агаты Турчинской и др.)
Автор книжных иллюстраций к «Истории Украины» Николая Аркаса (1908), сатирическому произведению И. Маковея «Ревун» (1910), произведениям Петра Козланюка и других.
Струхманчук — автор статей на художественные темы в газете «Дело» (1909—1912) и в журнале «Мир» (1926—1929), воспоминаний (в сборнике «Западная Украина») и др.
Яков Струхманчук проявил свой талант не только в жанре портретной графики и сюжетной иллюстрации, а ещё — в карикатуре и дружественном шарже. Как учёному, а затем заместителю директора Украинского исторического музея ему приходилось «отвоёвывать» культурные памятники. В 1930, когда, выполняя планы индустриализации страны, с колоколен церквей и соборов снимали на переплавку уникальные памятники литейного искусства, Яков Михайлович передал в музеи Киева самые ценные колокола, в частности Софийского собора в Киеве. Немало усилий художник приложил к тому, чтобы сохранить иконостас Петро-Павловской церкви Межигорского монастыря.

## Память
В августе 1994 года в родном селе открыт памятник Якову Струхманчуку, выдающемуся украинскому художнику, публицисту, искусствоведу, культурно-общественному и политическому деятелю (скульптор памятника Иван Сонсядло).